# Xylocythere tridentis
Xylocythere tridentis är en kräftdjursart som beskrevs av Rosalie F. Maddocks och Steineck 1987. Xylocythere tridentis ingår i släktet Xylocythere och familjen Cytheruridae. Inga underarter finns listade i Catalogue of Life.